# ティモシー・フォス＝メンサー
ティモシー・フォス＝メンサー（Timothy Fosu-Mensah）こと、エヴァンス・ティモシー・フォス "ティム" フォス＝メンサー（Evans Timothy Fosu "Tim" Fosu-Mensah、1998年1月2日 - ）は、オランダ・北ホラント州アムステルダム出身のサッカー選手。オランダ代表。ポジションはディフェンダー、ミッドフィールダー。本職はセンターバックであるが、両方のサイドバックでプレーすることもできる。

## 経歴

### クラブ
オランダの北ホラント州アムステルダム生まれた。当時17歳の2014年の夏にオランダのアヤックスのユースからイングランドのマンチェスター・ユナイテッドのアカデミー（下部組織）にやってきたが、U-21チームの中に入るための戦いに望むことになった。シーズンのほとんどはU-18でプレーすることになった。 ストッパーとしてイングランドにやってきたが、アカデミーのスタッフは彼がボール扱いを海瀬させられるように中盤で起用していた。
2016年2月28日に行われたアーセナル戦で、55分にマルコス・ロホが負傷したため途中出場でプレミアデビューを果たした。ロホが抜けた左サイドバックでそのまま35分ほどプレーした。左サイドバックを本職としいるジョー・ライリーが控えていたのだが、ルイ・ファン・ハール監督はアーセナルとのビッグマッチでトップチームデビューさせた。
2017年8月10日、クリスタル・パレスFCへレンタル移籍することが発表された。
2018年8月9日、フラムFCへレンタル移籍することが発表された。同シーズンのプレミアリーグで時速35.52kmの速さで、シーズン最速のスプリントを記録したが、4月のエヴァートンFC戦で負傷し、膝の十字靭帯の手術を受けた。
2021年1月13日、バイエル・レバークーゼンと2024年までの契約を締結した。

### 代表
オランダのU-17チームにおいてキャプテンとしてのリーダーシップの質を見せていた。

## 人物・エピソード
ジョナサン・バーネット氏が代理人（Stellar Football Ltd）を務めている。

## 個人成績
| クラブ                       | シーズン | リーグ戦 | リーグ戦 | FAカップ | FAカップ | リーグカップ | リーグカップ | 欧州カップ | 欧州カップ | 通算 | 通算 |
| クラブ                       | シーズン | 出場     | 得点     | 出場     | 得点     | 出場         | 得点         | 出場       | 得点       | 出場 | 得点 |
| ---------------------------- | -------- | -------- | -------- | -------- | -------- | ------------ | ------------ | ---------- | ---------- | ---- | ---- |
| マンチェスター・ユナイテッド | 2015-16  | 8        | 0        | 2        | 0        | 0            | 0            | 0          | 0          | 10   | 2    |
| マンチェスター・ユナイテッド | 2016-17  | 4        | 1        | 2        | 0        | 1            | 0            | 4          | 0          | 11   | 1    |
| 通算                         |          |          |          |          |          |              |              |            |            |      |      |

## タイトル

### クラブ
マンチェスター・ユナイテッド
- FAカップ：1回（2015-16）
- FAコミュニティ・シールド：1回（2016）
- フットボールリーグカップ：1回（2016-17）
- UEFAヨーロッパリーグ：1回 (2016-17)

## 代表歴

### 出場大会
- U-19オランダ代表
  - 2016年 - UEFA U-19欧州選手権
- U-21オランダ代表
  - 2017年 - UEFA U-21欧州選手権

### 試合数
- 国際Aマッチ 2試合 0点（2017年- ）

| オランダ代表 | 国際Aマッチ | 国際Aマッチ |
| 年           | 出場        | 得点        |
| ------------ | ----------- | ----------- |
| 2017         | 2           | 0           |
| 通算         | 2           | 0           |